# Parfém bláznivého tance
Parfém bláznivého tance (Jitterbug Perfume, 1984, česky Argo 2008) je čtvrtý román, který napsal americký spisovatel Tom Robbins.

## Děj
Děj Parfému bláznivého tance se odehrává ve dvou časových rovinách. Je uvozen pasáží nadepsanou Nabídka dne a zakončen obdobnou pasáží nazvanou Účet.
V osmém století se král Alobar rozhodne opustit svůj kmen a uprchnout, protože se zalekne smrti otrávením, která se v jeho kmenu tradičně provozuje jako prevence před projevy stáří, v tomto případě prvního šedivého vlasu. Při své cestě Evropou a Asií potkává boha Pana, který v té době zvolna ztrácí svou původní moc a podléhá šířícímu se křesťanství. V Indii Alobar narazí na voňavkářku Kudru, kterou zachrání před upálením satí, které mělo následovat po smrti jejího manžela. Alobar s Kudrou se do sebe zamilují a vydají se do Himálaje hledat tajemné Bandalúpy, kterým se údajně podařilo dosáhnout nesmrtelnosti. Tu nakonec získají i oba milenci a udržují ji pomocí rituálů spojených s kontrolou dechu, sexem a koupáním. Společně pak cestují po Evropě a cestou se k nim přidá i Pan, který se, tak jak mizí jeho věrní, stává postupně neviditelným. Jejich posledním společným útočištěm se stává Paříž, kde se Kudra, zklamaná věčným životem, rozhodne překročit další práh a pokusí se o odhmotnění. Zanechá po sobě pouze flakón na parfém. Opuštěný Alobar a Pan se po jejím zmizení vydávají do Nového světa a doufají, že Kudra se po odhmotnění ocitla právě tam.
V druhé linii příběhu se seattleská servírka Priscilla protlouká životem a podomácku vyrábí parfémy, respektive pokouší se znovu vyrobit stejný parfém, jaký našla ve starém flakónu, který kdysi dostala. Marně se snaží odhalit základovou přísadu. A mezitím balancuje mezi románkem se svou kolegyní z mexické restaurace a výstředním milionářem jménem Wiggs Dannyboy, který je posedlý nesmrtelností.
Ve stejné době se v New Orleans také Priscillina nevlastní matka pokouší vyrobit nový parfém a v Paříži narůstají obavy o duševní zdraví šéfa voňavkářské firmy Le Févre, který považuje čich a vůně za klíčové pro veškerou existenci.
Obě časové roviny se nakonec propojují díky Alobarovi.
Ústředním motivem celé knihy je červená řepa, jejíž pyl je onou chybějící složkou parfému, který se pokouší znovu vyrobit Priscilla a který kdysi dávno společně vytvořili Alobar a Kudra. Mimo vůně a nesmrtelnost kniha vypráví také o úskalích lásky. Ani ve svém čtvrtém románu si Robbins neodpustí kritiku křesťanství a soudobé společnosti v duchu hnutí hippies.